# Eve Muirhead
Eve Muirhead, född den 22 april 1990 i Perth, Skottland, är en skotsk curlingspelare.
Hon tog OS-brons i damernas curlingturnering i samband med de olympiska curlingtävlingarna 2014 i Sotji samt har ett VM-guld från 2013.